# Gent dels Pallaresos
Gent dels Pallaresos és un partit polític pallaresenc que s'ha presentat en dues eleccions municipals a la població els Pallaresos (Tarragonès) obtenint representació en tots dos casos i jugant un paper rellevant en la governabilitat. Presidit per Claudi Domènech Bonachi, va ser creat l'any 2007 per part de simpatitzants i militants del PSC que havien abandonat el partit.
A les eleccions municipals de 2007 va obtenir 235 vots i 2 regidors dels 11 del consistori, sent la segona força en representació. Durant aquella legislatura van governar conjuntament amb CiU amb Ana Maria Ramos com a alcaldessa d'aquesta formació. Dins d'aquesta legislatura, el juliol de l'any 2010, Els Pallaresos va ser un dels primers municipis de Catalunya a aprovar una moció, amb el suport de tots els grups a excepció del PP, en contra de la sentència sobre l'Estatut del Tribunal Constitucional.
A les eleccions municipals de 2011 Gent dels Pallaresos va obenir 126 vots i 1 regidor, quedant en 6a posició entre les forces amb representació. Van facilitar l'elecció com a alcalde de Jaume Domínguez, candidat de UNIM-PSC-PM tot i mantenir-se en l'oposició. En l'acord d'elecció de l'alcalde també s'hi van sumar els Els Verds-GVE-ACP i el PP, sent un total de 6 regidors enfront als 5 que sumaven CiU, ICV-EUiA-E i IP-FIC. Cal mencionar que en aquestes eleccions la direcció del PSC va posar Jaume Domínguez, un independent, com a candidat en substitució de Julià Oller Rubio, alcalde en una legislatura anterior, que havia estat escollit pels membres de l'agrupació local del partit. Jaume Domínguez havia estat regidor a l'oposició en la legislatura 2007-11 per part del grup d'independents ADMC que l'any 2009 havia demanat la dimissió de l'alcaldessa per no controlar la "falta de respecte" envers l'oposició dels regidors de Gent dels Pallaresos i ICV.
En 2011 es fusiona amb Agrupació Independent dels Pallaresos i Unió Democràtica de Catalunya per crear Independents dels Pallaresos, englobada en la Federació d'Independents de Catalunya.